# 灵谷寺
灵谷寺是南京市东郊紫金山东南坡下佛寺，位于中山陵以东约1.5千米处。1983年被定为汉族地区佛教全国重点寺院。
灵谷寺最初为南朝梁武帝为尊崇宝志禅师兴建的“开善精舍”，位于紫金山独龙阜玩珠峰南麓，成于天监十三年（514年），寺内还建有宝公塔。唐朝乾符年间改名为“宝公院”，北宋太平兴国五年（980年）改称“太平兴国寺”，到明朝初年时被称作“蒋山寺”。明太祖朱元璋选定此处修建明孝陵，于洪武十四年（1381年）将原寺移到灵谷寺现址，命名为“灵谷禅寺”。当时灵谷寺规模很大，占地500余亩，建筑大多毁于清朝咸丰同治年间清军与太平军的兵火，虽然同治年间寺院得以重建，规模已大不如前。1928年，国民政府在灵谷寺原址建设国民革命军阵亡将士公墓，原灵谷寺则迁至东侧同治六年所建的龙神庙。1949年中华人民共和国成立后，这一带被改为“灵谷公园”。
灵谷寺有建于明洪武十四年，用砖石砌成的无量殿（又称无梁殿）；还有灵谷塔和三绝碑等胜境；玄奘纪念堂中供奉玄奘法师坐像，像前的玄奘法师顶骨纪念塔中有玄奘顶骨舍利。

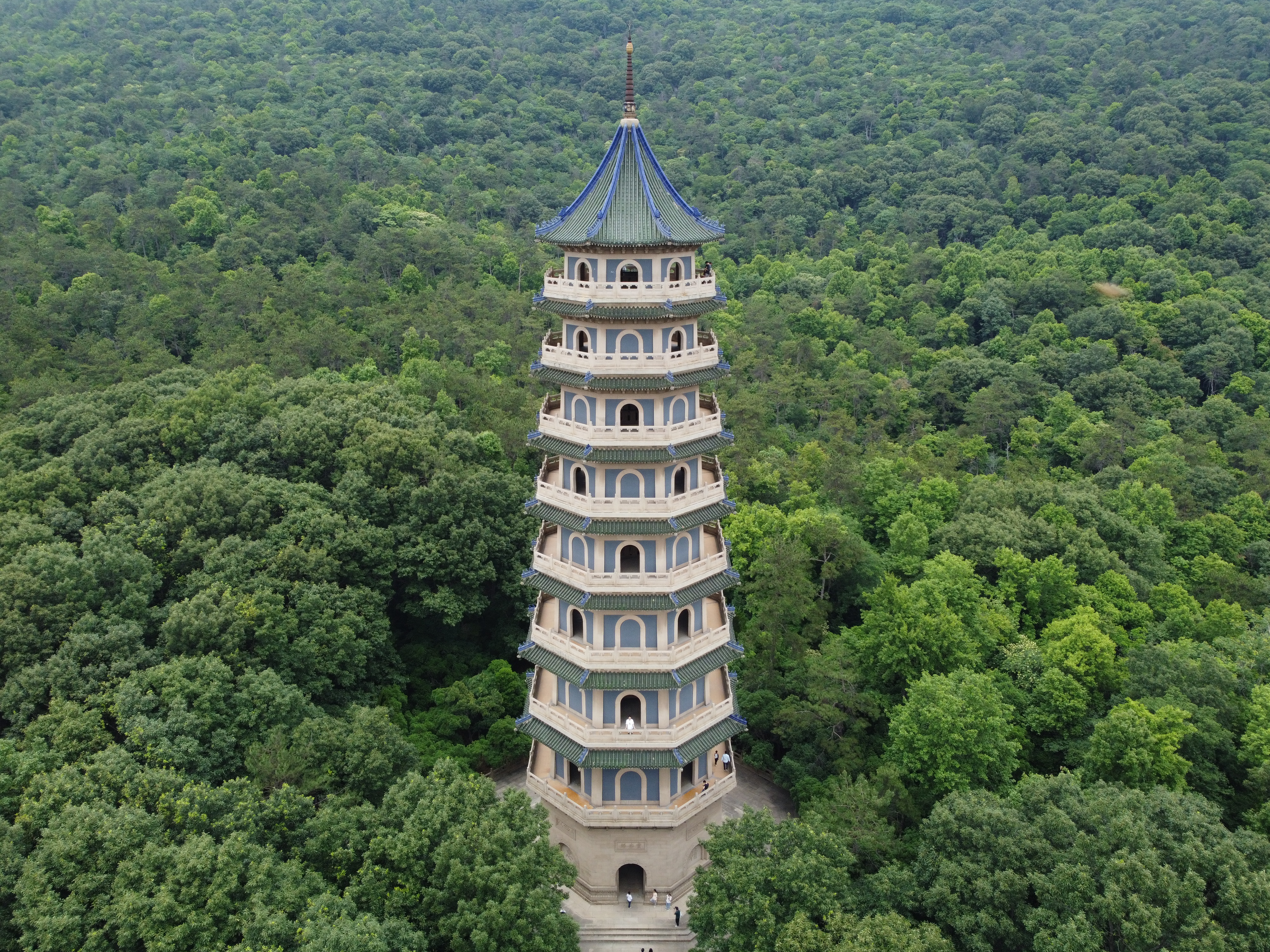
灵谷寺旁的灵谷塔

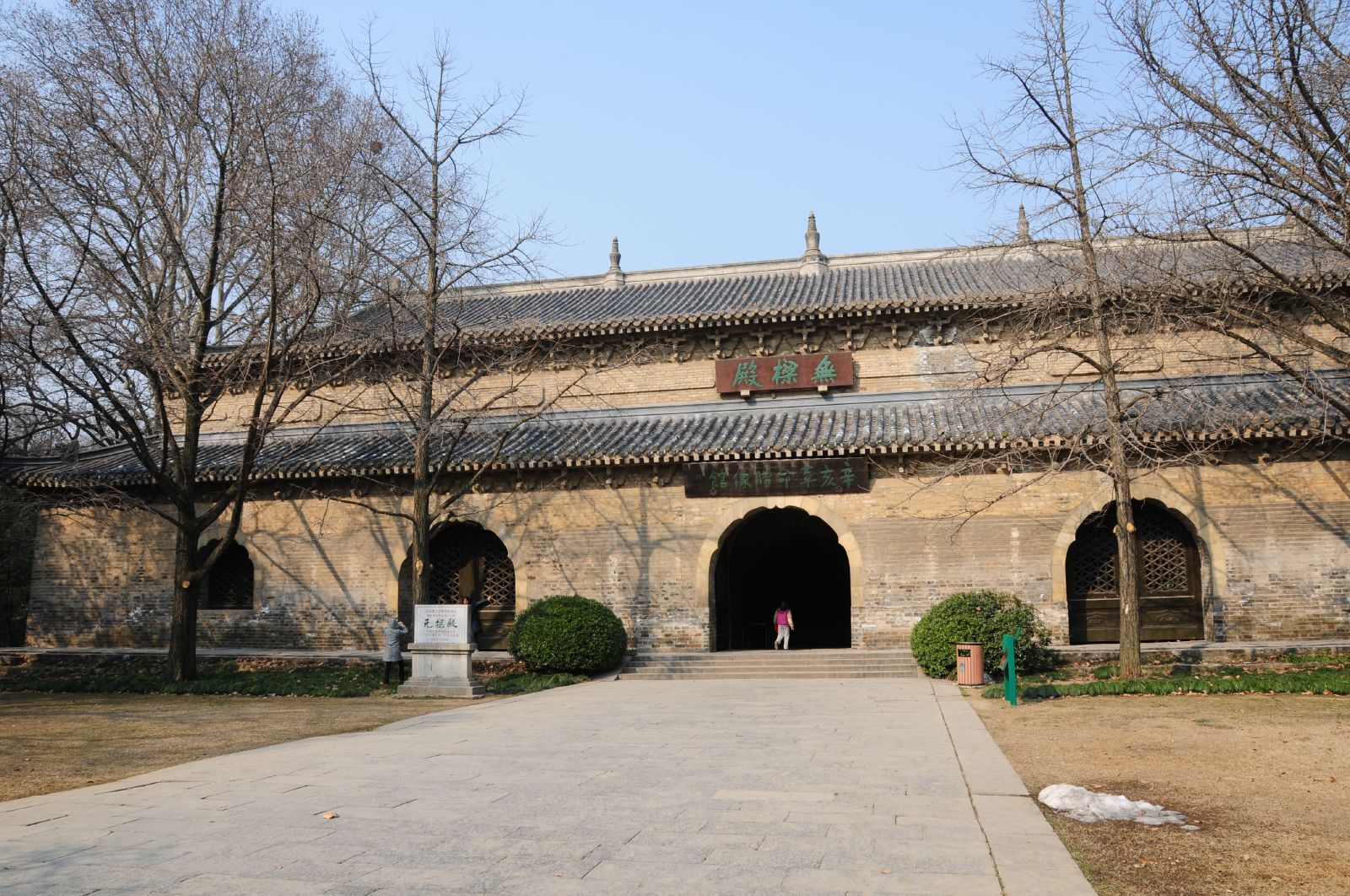
无梁殿

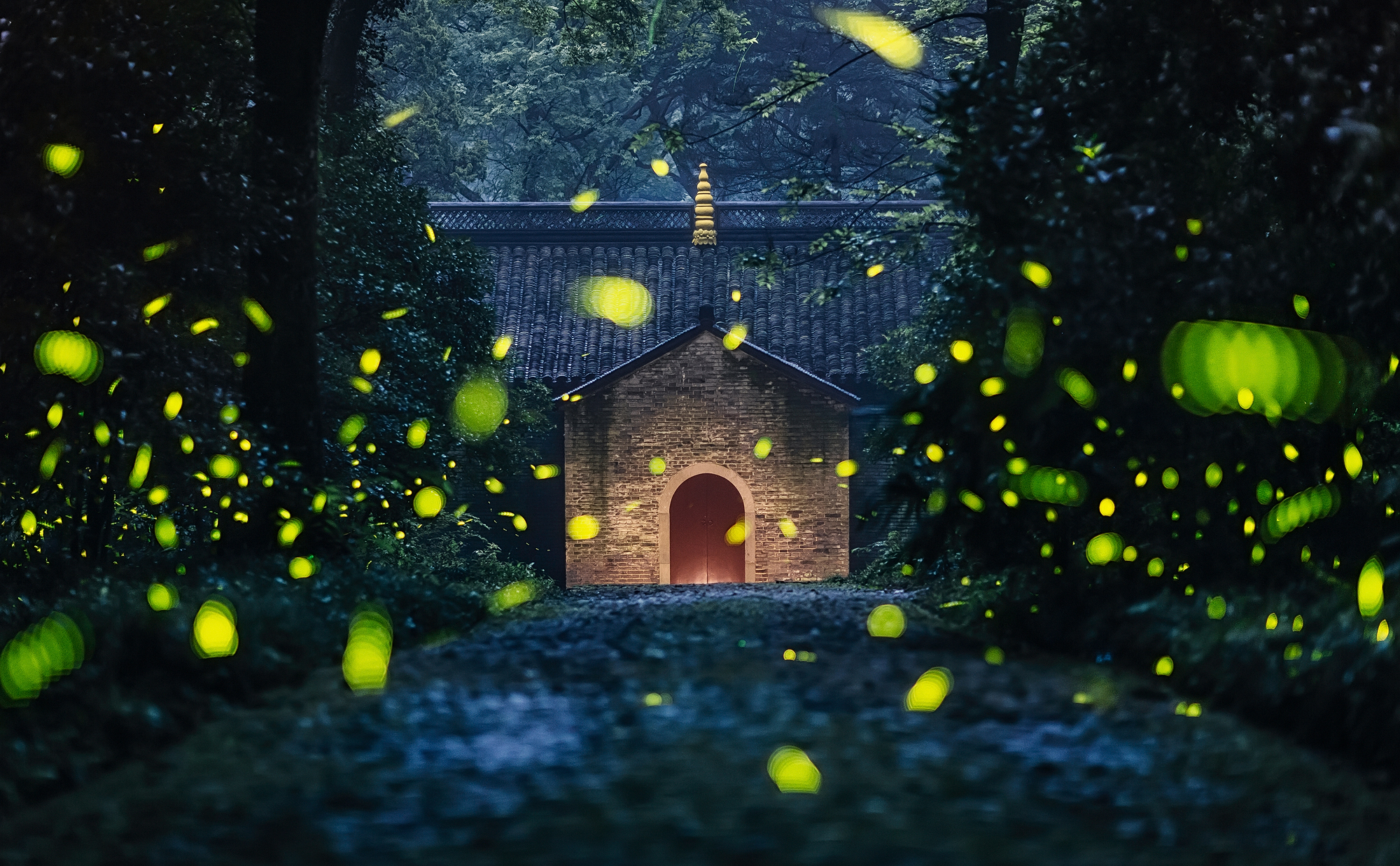
灵谷寺夏夜时有成群萤火虫出没

## 布局

### 灵谷深松
灵谷深松碑最初是谭延闿的墓碑，解放后碑文被磨平，由当时的陵园管理处处长高艺林书写“灵谷深松”四个字在碑上，碑下有龟趺座，四周围有石栏。

### 八功德水
八功德水又名龙池，古书记载，该水有“一清、二冷、三香、四柔、五甘、六净、七不饐、八除疴”的功效。

### 灵谷塔
灵谷塔又名国民革命阵亡将士纪念塔，建于1931-1933年，塔外壁四周是蒋介石题的“精忠报国”四个字，第五到八层壁上嵌有孙中山在黄埔军校的告别辞。

### 志公殿
志公殿为三间，青砖青瓦，建于1934年，殿内供奉宝志像，所以也称像堂。志公殿前的地上有一块叉形铸铁，名“飞来剪”，又名“双铁镇”。明初建灵谷寺，飞来剪是用来举重提物的工具， 古人利用杠杆原理，以飞来剪作为杠杆的一端，将建筑材料提举到所需的地方。

### 谭延闿墓
谭延闿墓坐落在灵谷寺东北，占地面积300亩建于1931年至1933年。其墓由中国建筑家杨廷宝、关颂声、朱彬等设计。在谭延闿墓正前方有一座花岗石砌的椭圆形莲花池，内植睡莲。草坪两侧对称布置汉白玉华表、石狮、花盆等，造型精美，都是圆明园的遗物。穿过草坪，为水泥平台。在平台的阶陛上镌刻有九福花纹。平台正中即是墓包，墓高3.5米，直径9.5米。原墓包在十年动乱中被造反派用炸药炸开，夷为平地。现在的墓是1981年国家拨款重建的，墓内葬有谭延闿的骨灰罐。

### 邓演达墓
邓演达墓由中国农工民主党于1957年筹建，总面积5000余平方米。墓道入口处为圆形花坛，目前一片草坪，中间有十字形的水泥甬道将草坪分割。甬道尽头是水泥平台，邓墓就筑于平台中央，墓前竖一块花岗石墓碑，高4.8米，宽1.2米，正面镌刻“邓演达烈士之墓”七个镏金大字，背面刻有中国农工民主党中央委员会撰写的碑文。1931年，邓演达在南京麒麟门外沙子岗被杀害。1953年春，时任江苏省副省长的季方提议，在紫金山南麓选择墓址，迁葬邓演达。最后决定以灵谷寺东侧的国民革命军阵亡将士公墓第二公墓作为邓演达墓的墓址。1957年11月29日是邓演达烈士殉难二十六周年纪念日，中国农工民主党及江苏省各界人士为烈士举行了安葬公祭典礼。

### 无梁殿
无梁殿是灵谷寺仅存的一座明代建筑，至今已有600多年历史。殿内原供奉无量寿佛，因而曾名无量殿。又因建筑为砖石拱券结构，不施寸木，所以俗称无梁殿。正因为无梁它才得以在战火中幸存，是中国现存五大无梁殿中历史最悠久、规模最宏大的一座。无梁殿东西长50米，南北宽34米，殿顶为重檐九脊，上盖灰黑色筒瓦，正脊上竖有三个喇嘛塔。殿内是砖砌的券洞穹窿，五间三进，每间一券，侧面三进各为一纵列式大筒券，中间一券最大，宽11.4米，高14米。前后两券较小，宽4.88米，高7米。东、西山墙内壁上端的砖垛向里叠砌，层层挑出，达1米之多，欲坠而不落，令人拍案称奇。1933年，灵谷寺旧址修建阵亡将士公墓，无梁殿改建为公墓祭堂。

### 红山门
红山门位于万工池北侧是灵谷景区的大门，因为这是红色墙壁，所以叫做红山门。它的原址是金刚殿，在30年代建公墓时改建。红山门为仿古建筑，顶覆绿色琉璃瓦，下辟三个拱门，至今保持着30年代原貌。门额“灵谷胜境”四字，由现代书法家钱松喦先生书写。 门外的一对石狮，是北平军分会赠送的。

## 公交
钟山风景区
| 灵谷寺公园        | 灵谷寺公园 | 灵谷寺公园 | 灵谷寺公园       | 灵谷寺公园     |
| 编号              | 路线       | 路线       | 路线             | 备注           |
| ----------------- | ---------- | ---------- | ---------------- | -------------- |
| 观光车4号线中山陵 | 灵谷寺景区 | ⇆          | 中山陵东         |                |
| 观光车5号线中山陵 | 灵谷寺景区 | ⇆          | 明孝陵（紫霞湖） | 上行经中山陵站 |

南京公交
| 灵谷寺公园  | 灵谷寺公园   | 灵谷寺公园 | 灵谷寺公园 | 灵谷寺公园                         |
| 编号        | 路线         | 路线       | 路线       | 备注                               |
| ----------- | ------------ | ---------- | ---------- | ---------------------------------- |
| B16祭扫专线 | 雨花台南大门 | ⇆          | 普觉寺     | 仅清明节前的双休日及清明节期间运行 |
| 202         | 雨花台南大门 | ⇆          | 灵谷寺公园 | 原 游2                             |